# Kapilió
Kapilió (grec moderne : Καπηλειό) est un village de Chypre de plus de 34 habitants.